# Gaya (distrikt)
Gayā är ett distrikt i Indien.   Det ligger i delstaten Bihar, i den östra delen av landet, 900 km sydost om huvudstaden New Delhi. Antalet invånare är 4 391 418. Arean är 4 978 kvadratkilometer. Gayā gränsar till Jehanabad och Nawāda.
Terrängen i Gayā är kuperad söderut, men norrut är den platt.
Följande samhällen finns i Gayā:
- Gaya
- Bagaha
- Sherghāti
- Bodh Gaya
- Tekāri